# Daniele Mastrogiacomo
Daniele Mastrogiacomo (Karachi, 30 de septiembre de 1954) es un periodista italiano.
Experto en política extranjera, desde 1980 trabaja para el diario la República, y desde 1992 como enviado especial. En el 2007 fue víctima de un secuestro en Afganistán obra de los talibanes. Mastrogiacomo es también consejero de la Orden de los periodistas de Lazio y, ocasionalmente, docente de periodismo en las universidades LUISS y Tor Vergata a Roma.

## Biografía

### Cronista judicial
En los primeros tiempos se dedicó sobre todo a crónicas italianas: entre los acontecimientos más importantes por él seguidas se encuentran el escándalo de "Manos pulite" y los procesos Priebke y Marta Ruso.

### Enviado en las zonas "calientes"
Ha sido enviado a diversas áreas del Medio Oriente, de la Asia central y de África subsahariana: Kabul, Teherán, Palestina, Bagdad, Mogadiscio.
En el verano del 2006 ha seguido la guerra en Líbano entre Israel y Hezbollah.
Durante un reportaje en Afganistán en los primeros meses del 2007 ha sido víctima de un secuestro con implicaciones de distinta naturaleza para Italia, Afganistán y sus respectivas relaciones internacionales.

Il mio nome è Daniele Mastrogiacomo. Sono un giornalista di Repubblica mi trovo qui in Afghanistan. Il nome di mio padre è Mario, il nome di mia madre Franca Lisa. Oggi è lunedì 12 marzo, sono le 8 del mattino qui in Afghanistan. Come vedete mi trovo in buone condizioni, insomma fisiche, e comunque in vita, per fortuna fino ad adesso
Le prime parole del giornalista, nel primo video diffuso durante il rapimento

### El secuestro
Era mio dovere assoluto di salvargli la vita. Anche se fosse esistita una norma per cui non si deve trattare, io, di fronte alla moglie e al fratello, credo che avrei trattato.
Romano Prodi, presidente del Consiglio dei ministri italiano, a Radio 24, 14 aprile 2007

 El 5 de marzo de 2007 Mastrogiacomo, después una parada en Kandahar, se dirige hacia la ciudad de Lashkargah, capital de la provincia meridional de Helmand, bajo control talibán junto al conductor de veinticinco años Sayed Haga y al periodista de veintitrés Adjmal Nashkbandi, que le hace de intérprete; los tres tienen una cita con el mullah Dadullah, comandante militar talibán de la región, para realizar una entrevista ya acordada. Pero, después llegar al lugar prefijado, pocos kilómetros fuera de Lashkargah, son bloqueados en su coche, rodeados, atados y amordazados por una decena de militantes talibanes.